# Ree (dier)
De ree (Capreolus capreolus) is een evenhoevig zoogdier uit de familie van de hertachtigen (Cervidae). De wetenschappelijke naam van de soort werd als Cervus capreolus in 1758 gepubliceerd door Carl Linnaeus. De soort komt voornamelijk in Europa voor. In Azië leeft de verwante Siberische ree (Capreolus pygargus).

## Beschrijving
De ree heeft een zandgele tot roodbruine zomervacht, 's winters is deze meer grijsbruin tot zwart van kleur. Volwassen dieren hebben geen vlekken. Duidelijk zichtbaar is de witte tot gelige rompvlek. Bij mannetjes is deze vlek 's zomers vrij onduidelijk. De neus is zwart en de kin is wit. De staart is vrij klein (twee tot vier centimeter lang) en enkel zichtbaar tijdens het ontlasten. 's Winters steekt bij het vrouwtje, de reegeit, een bosje witte haren tussen de achterpoten naar achteren, het schortje. Dit lijkt wel op een staart, maar is het niet.
Het volwassen mannetje, de reebok, heeft een eenvoudig gewei, bestaande uit meestal twee tot drie punten (enden). Reebokken met vier tot vijf punten zijn uitzonderingen. Het gewei is meestal ongeveer 25 centimeter lang. Elk jaar tussen oktober en januari groeit er weer een nieuw gewei en valt daarom het oude gewei af. Het gewei groeit onder een basthuid die als het gewei tussen maart en juni volgroeid is, los raakt en wordt afgeschuurd. Een enkele keer komen ook reegeiten met een gewei voor.
Wanneer het gewei nog geen vertakkingen vertoont noemt men die reebok of dat gewei een spitser. Een gaffel heeft één vertakking; dit komt veel voor bij een leeftijd van rond de twee jaar. Het aantal vertakkingen is geen indicatie van de leeftijd: ook een reebok van één jaar, jaarling, kan al een gaffelgewei of een gewei met zes punten hebben. Dit is afhankelijk van de conditie waarin de reebok verkeert. Als deze erg slecht is groeit er slechts een kleine spitser. Zo'n ree noemt men ook wel knopbok. Oudere reebokken hebben meestal een gewei met twee keer drie punten, een zesender. Op latere leeftijd kan een reebok weer een vertakkingsloos gewei krijgen.
De ree heeft een kop-romplengte van 95 tot 140 centimeter, een lichaamsgewicht van 16 tot 35 kilogram en een schofthoogte tussen de 60 en de 90 centimeter.

## Gedrag
De ree is geen grazer zoals een hert, maar een 'knabbelaar': het dier eet bramen, bessen (blauwe bosbes), twijgen, scheuten, knoppen en loten van struiken en bomen. Voorts ook van rozenstruiken en coniferen. En ook kruiden, grassen, bladeren, noten, paddenstoelen en landbouwgewassen als tulpen, granen en kropgewassen worden genuttigd. 's Zomers voedt het ree zich bovendien met jonge bladeren en in de herfst met eikels. Het ree is vrij selectief en eet enkel de meest voedzame delen van een plant. Tussen eten en herkauwen zit meestal zo'n één (in de zomer) tot twee uur (in de winter).
De ree is voornamelijk in de vroege morgen en late avond actief. In de zomer betekent dit dat we het dier in de schemering kunnen zien. Van september tot april zijn de dieren daardoor voornamelijk 's nachts actief. Van mei tot augustus zijn de dieren overigens ook overdag wel te zien, vooral in gebieden waar zij niet worden verstoord.
Reeën leven over het algemeen solitair. Maar beide geslachten leven in hetzelfde leefgebied. De sterkste reeën ontstaan waar de leefomstandigheden het gunstigst zijn. Binnen dat gebied beschermt elke reebok de beste leefomgeving. Het mannetje houdt zijn gebied vrij van concurrenten. Zo ontstaat een territorium en een duidelijke hiërarchie tussen de reebokken. De territoria van mannetjes overlappen elkaar niet. Zo krijgen de sterkste reebokken ook hun grootste gewei. Soms betekent dit, dat een naar oppervlakte klein territorium, toch heel sterke reeën kan herbergen. De grenzen van een territorium worden dus bepaald door de levensomstandigheden die op enig moment beschikbaar zijn en de oppervlakte die beschermd wordt.
Reegeiten zoeken op een soortgelijke manier de beste plek om hun jongen te krijgen. De plaatsen waar de vrouwtjes hun kalveren hebben overlappen in het algemeen elkaar niet. In de paartijd (reeën-bronst) zoeken de vrouwtjes die plek op waar de meeste reebokken aanwezig zijn. Daarbij leggen zij, voor reeën, soms forse afstanden af tot zo'n vier kilometer. Normaal leven zij in een gebied van slechts één vierkante kilometer.
In de winter, als de beschutting voor de dieren minder wordt, gaan reeën in groepen leven. Dat gebeurt mogelijk omdat ze energie moeten besparen vanwege de voedselschaarste. Of doordat de dieren, door voedselschaarste, vaker hun eigen territorium moeten verlaten om voedsel te vinden. Zo'n groep reeën wordt een sprong genoemd. Ze kunnen dan sprongen vormen tot wel dertig dieren.
De ree wordt maximaal twintig jaar oud, maar de meeste dieren worden in het wild slechts zeven of acht jaar oud. Vrouwtjes worden iets ouder dan mannetjes.

## Voortplanting

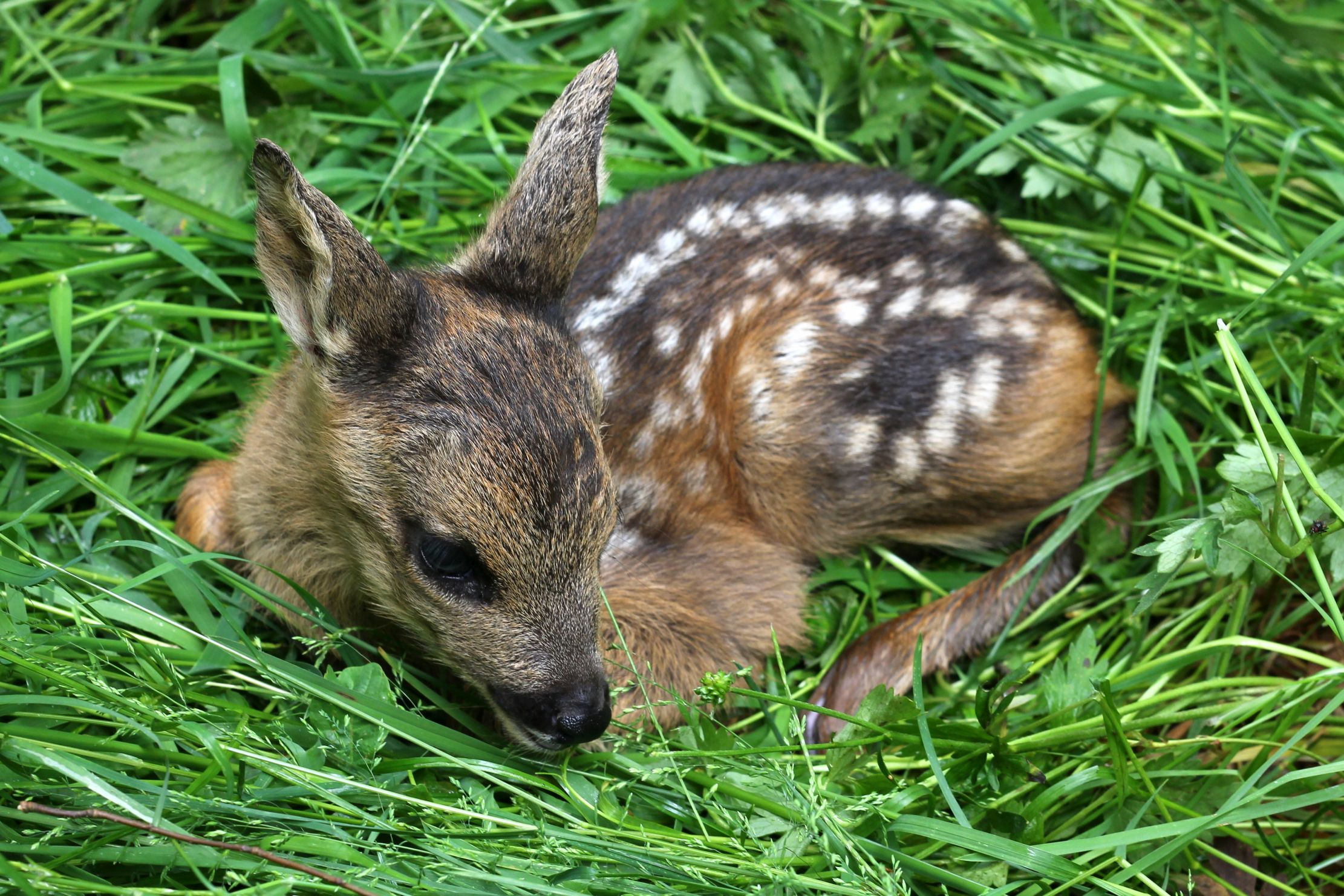
Een reekalf van enkele dagen oud

Als enige evenhoevige kent de ree een verlengde draagtijd. De bronsttijd valt in juli en augustus, maar pas eind december, na een verlengde draagtijd van 150 dagen, komt het embryo tot ontwikkeling. Hierna duurt het nog zo'n 144 dagen voordat het kalf wordt geboren, eind mei, begin juni. Reegeiten die niet in de zomer geslachtsrijp waren kunnen dat onder uitzonderlijke omstandigheden in oktober worden. Deze zogenoemde nabronst heeft als gevolg dat de verlengde draagtijd veel korter of niet plaatsvindt; die kalveren worden rond dezelfde tijd geworpen als die van dieren die in de zomer bevrucht werden.
Driekwart van alle worpen zijn tweelingen, maar ook eenlingen en drielingen komen voor. Het jong is bij de geboorte 1,3 tot 2,3 kilogram zwaar en heeft een bruinig zwarte vacht met rijen witte vlekken over de rug en de flanken. Op de bovenlip loopt een duidelijke zwarte snor. Na zes weken vervagen de vlekken en in oktober zijn de vlekken verdwenen. De zoogtijd duurt zes tot tien weken. Jonge kalveren worden zo'n zes tot tien keer per dag enkele minuten gezoogd, oudere kalveren slechts twee tot drie keer per dag. De rest van de tijd zijn de kalveren alleen. De tweelingen liggen de rest van de dag tot zo'n twintig meter uit elkaar op een beschutte plaats.
Het jong blijft bij de moeder tot de volgende worp, waarna het wordt afgestoten. Meestal zijn dieren na veertien maanden geslachtsrijp, maar indien de reekalveren in oktober-november een bepaald gewicht hebben bereikt kan een nabronst optreden. Dan zijn de dieren dus al na vier maanden geslachtsrijp.

## Natuurlijke vijanden
De belangrijkste vijand van de ree is de Euraziatische lynx. Ook de wolf, de bruine beer en honden jagen op reeën. Jonge kalfjes vallen weleens ten prooi aan arenden, vossen, wilde katten of wilde zwijnen. Vooral in de eerste weken na de geboorte zijn de kalveren gevoelig. Ook sterven veel dieren in de winter door infecties aan de luchtwegen of voedselgebrek.

## Verspreiding en leefgebied
De ree leeft in bosachtige streken met open plekken en aangrenzende velden. Soms is het dier ook te zien in hoge heidevelden. In de schemering waagt het zich in open terrein om te grazen. Op een warme dag blijft het hier weleens, maar meestal verschuilt het zich in de beschutting om te rusten. In sommige gebieden in Europa leeft het echter ook in open landbouwgebieden mits het dier voldoende rust ervaart door afstand tot gevaar en/of glooiingen in het landschap zoals houtwallen en slootkanten.
De ree is in Europa de meest voorkomende hertensoort. Het dier komt voor in bijna geheel Europa met uitzondering van Ierland, delen van Engeland, Wales, Portugal, Griekenland, Noord-Scandinavië en IJsland. Ook komt het voor in Noord-Turkije en de Kaukasus. Het houdt zich op van zeeniveau tot boven de boomgrens. Naar schatting waren er in geheel Europa in 2007 15 miljoen reeën. Deze krijgen jaarlijks circa 7,5 miljoen reekalveren.
Die groei wordt onvolledig beperkt door natuurlijke sterfte, verkeer, jacht en stroperij en de populatie blijft groeien. Volgens een rapport uit 1998 worden er in West-Europa ongeveer 2,5 miljoen reeën per jaar door jagers gedood.

### De ree in Nederland
De ree kwam in Nederland omstreeks 1875 buiten de Veluwe en Limburg niet voor. Nieuwe vestigingen waren vaak afkomstig uit Duitsland. Pas in de loop van de 20e eeuw heeft de populatie zich, mede door nieuw aangelegde bossen, sterk uitgebreid. In de Voornse duinen aan de Noordzeekust werd in 1940 voor het eerst een reebok aangetroffen. De bezorgdheid rond 1950 over bedreiging van de stand door verkeer, stroperij, loslopende honden en recreatie heeft ertoe geleid dat het ree toen een beschermd dier is geworden.
De ree komt nu vrijwel in het gehele land voor. Op Ameland en Terschelling is het dier geïntroduceerd. De ree wordt niet meer bedreigd en staat niet op de Nederlandse Rode Lijst voor zoogdieren. In 2016 bedroeg het aantal reeën, inclusief de dat jaar geboren reekalveren, naar schatting circa 110.000.
In Nederland komen ook reeën door predatie om het leven. Honden mogen over het algemeen in natuurgebieden niet los lopen en de wolf is pas sinds 2019 weer aanwezig. Het verkeer is een van de grootste doodsoorzaken van het dier. Jaarlijks vinden zo'n vierduizend aanrijdingen plaats. Met langs wegen geplaatste wildspiegels en andere mitigerende maatregelen probeert men dit te beperken.

### De ree in België

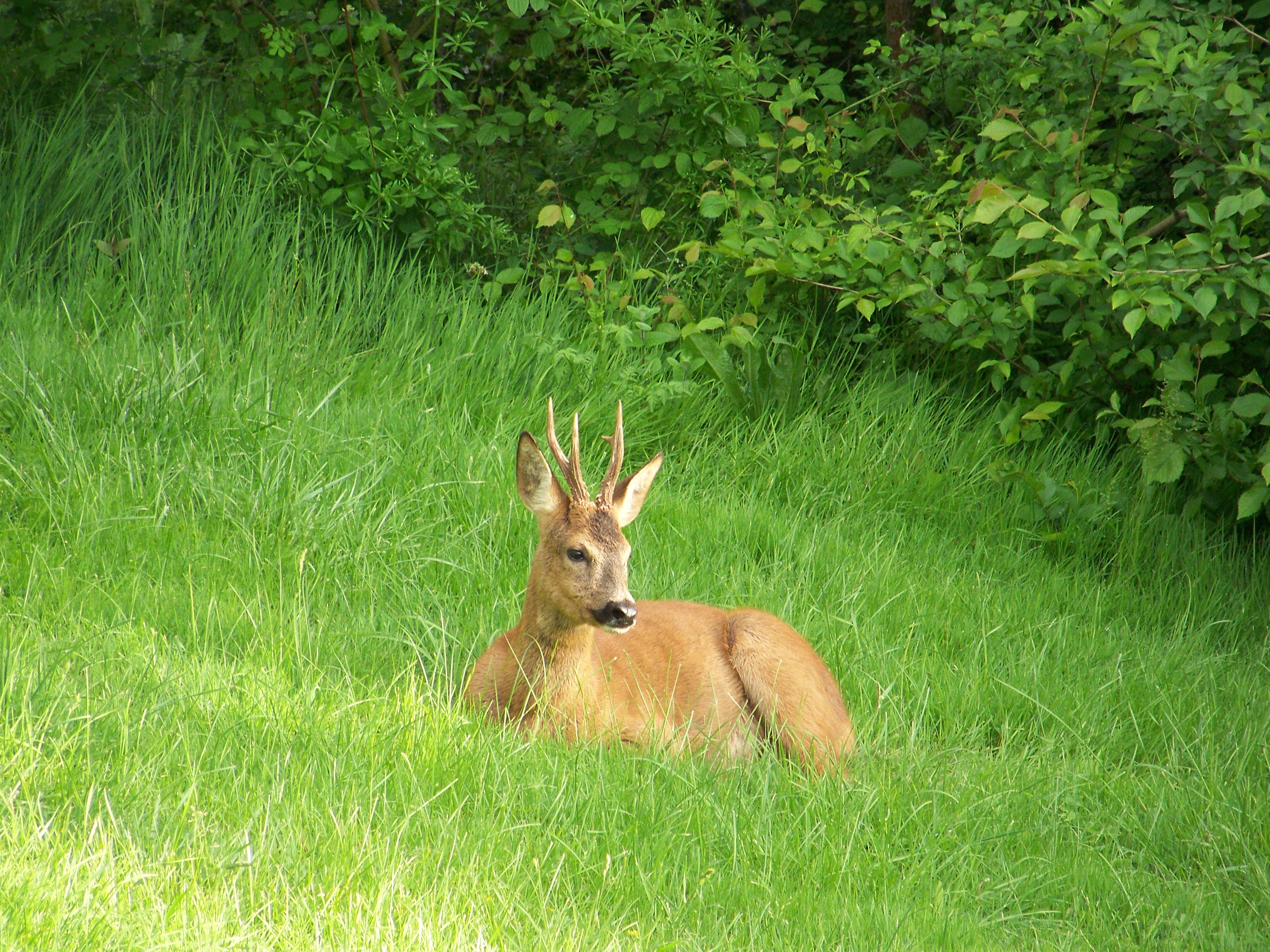
Rustende ree in de lente

Na de Tweede Wereldoorlog was de ree relatief zeldzaam in Vlaanderen. Pas na het invoeren van een strengere jachtwetgeving in 1971-1972 begon de populatie toe te nemen, in plaats van af te nemen; sindsdien zijn de aantallen sterk gestegen. Jagers houden de populatie binnen de perken, rekening houdend met de grootte van hun biotoop. Het hoogste aantal gedode dieren door jagers vindt plaats in Limburg. In Wallonië komt de ree voor in de Ardennen, waar grote populaties leven.

## Populatiebeheer
Bij vondst van een ziek of gewond dier kan een opvangcentrum voor zieke of gewonde wilde dieren gecontacteerd worden. In Nederland en België zijn diverse VOC's en natuurhulpcentra die dit doen. Ongeveer de helft van de daar opgevangen reeën zijn verkeersslachtoffers, de andere helft zijn dieren die in omheinde tuinen of bedrijventerreinen verzeild zijn geraakt en er op eigen kracht niet meer uit kunnen komen. Met speciale vangnetten kunnen deze dieren na controle weer uitgezet worden.
In Vlaanderen (België) is per regio één opvangcentrum verantwoordelijk voor de ophaling van dieren die vallen onder de zogenaamde Passieve Dierziektebewaking. Wanneer een dood ree gevonden wordt en de doodsoorzaak is onbekend (geen verkeers- of jachtslachtoffer) wordt het dode ree volgens een speciaal protocol opgehaald, waarbij rekening gehouden wordt met bioveiligheidsmaatregelen. De kadavers worden dan onderzocht op mogelijke ziektes. Dankzij deze bewaking kan de gezondheidstoestand van de reepopulatie in de gaten gehouden worden, en kunnen ziektes tijdig ontdekt worden. Dode verkeersslachtoffers kunnen bij gemeentelijke diensten gemeld worden.
Het bewust doden van reeën gebeurt voornamelijk door jagers die georganiseerd zijn in wildbeheereenheden. Dit betreft plezierjacht en doodschieten in opdracht om landbouw of tuinbouwschade te voorkomen en de populatie te beperken en soms doodschieten van door verkeersongevallen zwaargewonde dieren. Ook wordt het jachtinstrument gebruikt bij het tegengaan van verspreiding van ziektes die ook voor andere hertensoorten en evenhoevigen gevaarlijk zijn, zoals mond-en-klauwzeer en blauwtong.
Zowel in Nederland als in België geven jagers, na tellingen, bij de WBE (wildbeheereenheid) aan hoeveel reeën er zich in hun jachtrevier/jachtveld bevinden. Op basis daarvan vragen zij afschot aan. De lokale overheid/beherende instantie analyseert de verkregen informatie en bepaalt of en zo ja hoeveel afschot wordt toegelaten. Het toezicht op het wel of niet geoorloofd doden van reeën wordt in beide landen ondersteund door het aanbrengen van kenmerken aan het gedode ree. Aan die kenmerken is informatie gekoppeld over het afschot en het ree (toen het nog leefde en bij het verwerken van het lichaam). Zo worden er in België reebanden uitgereikt en in Nederland wildmerken (reewildloodjes) en wildhygiënekaarten. Deze worden na het doden van het ree zoals voorgeschreven aan het ree bevestigd en kunnen, eenmaal vastgemaakt, niet meer losgemaakt worden.

## Afbeeldingen

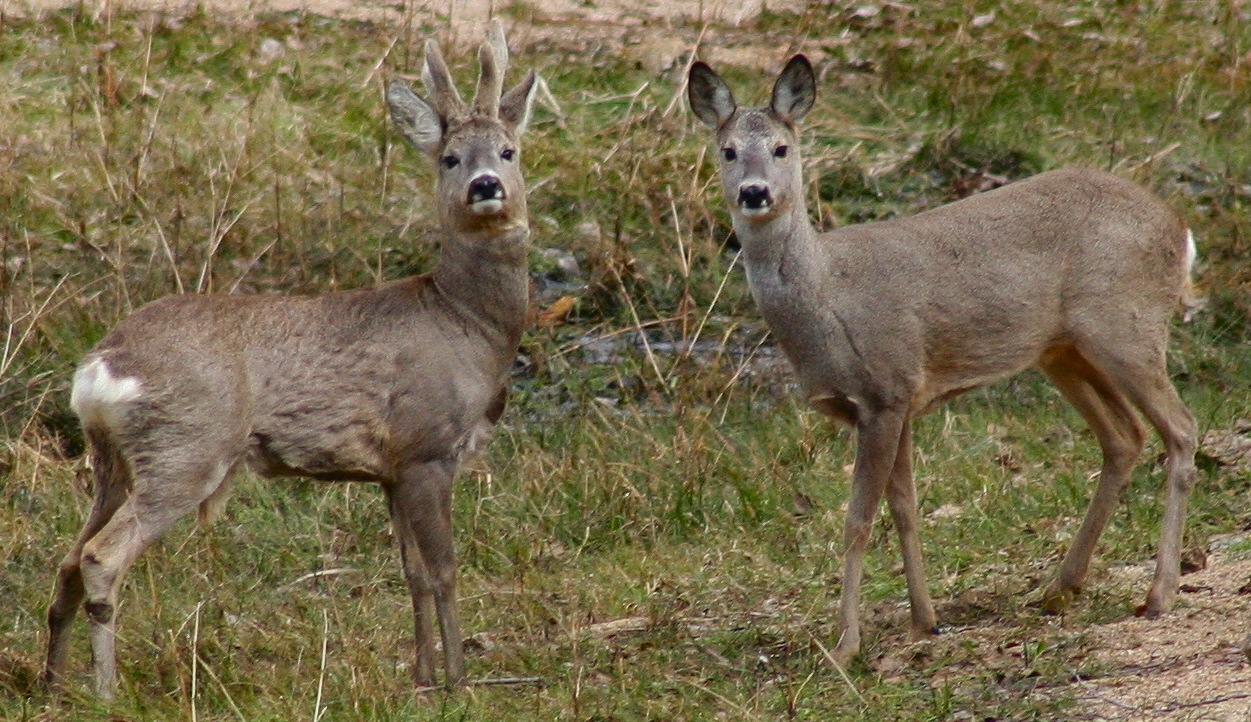
Een man (reebok) en vrouw (reegeit)
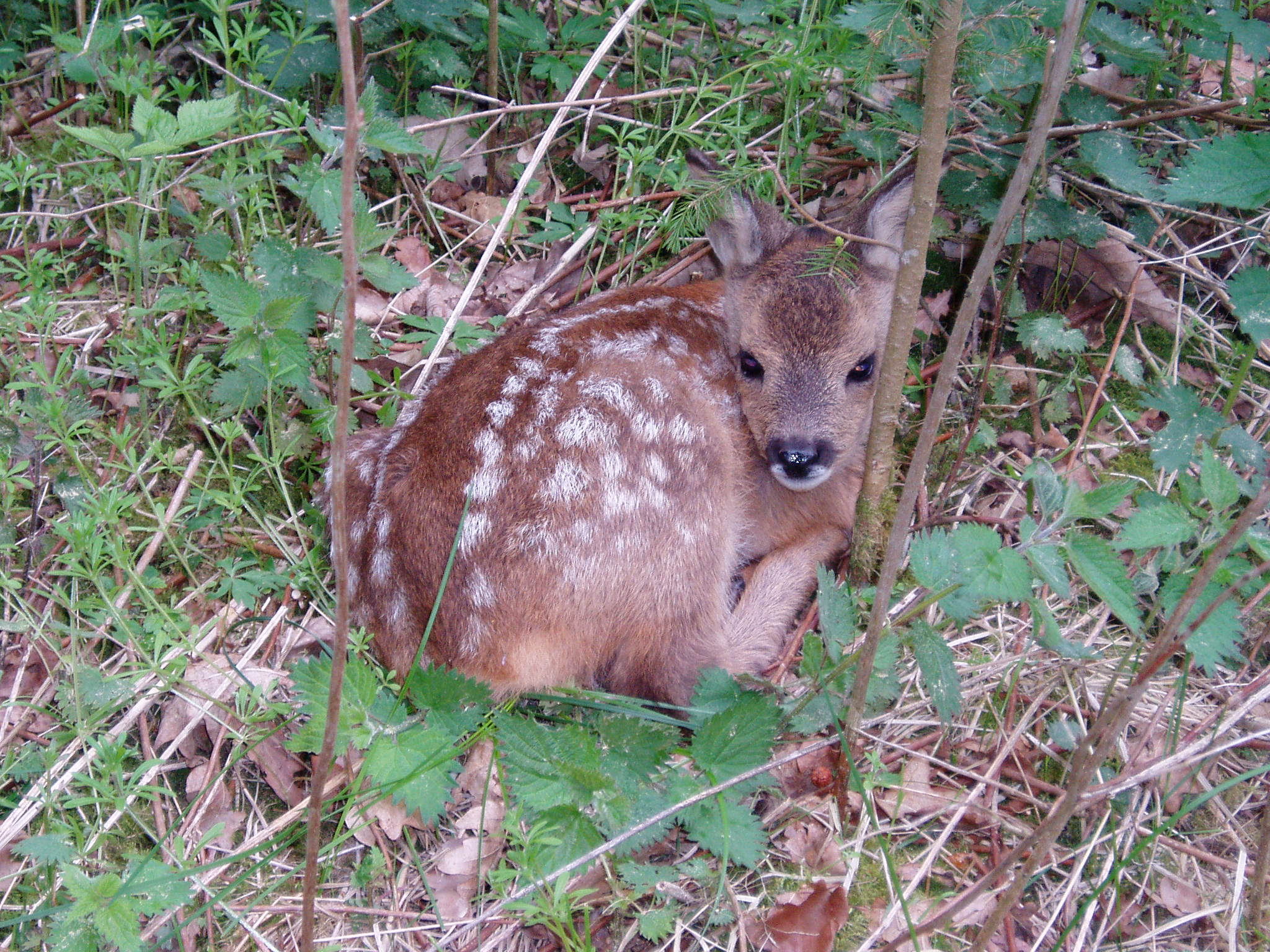
Jong Europees ree (reekalf), twee tot drie weken oud
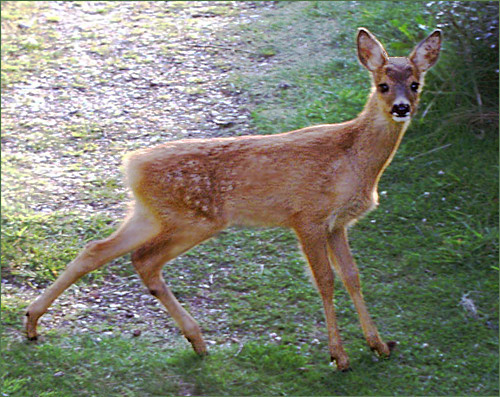
Jong Europees ree (reekalf), zes tot acht weken oud
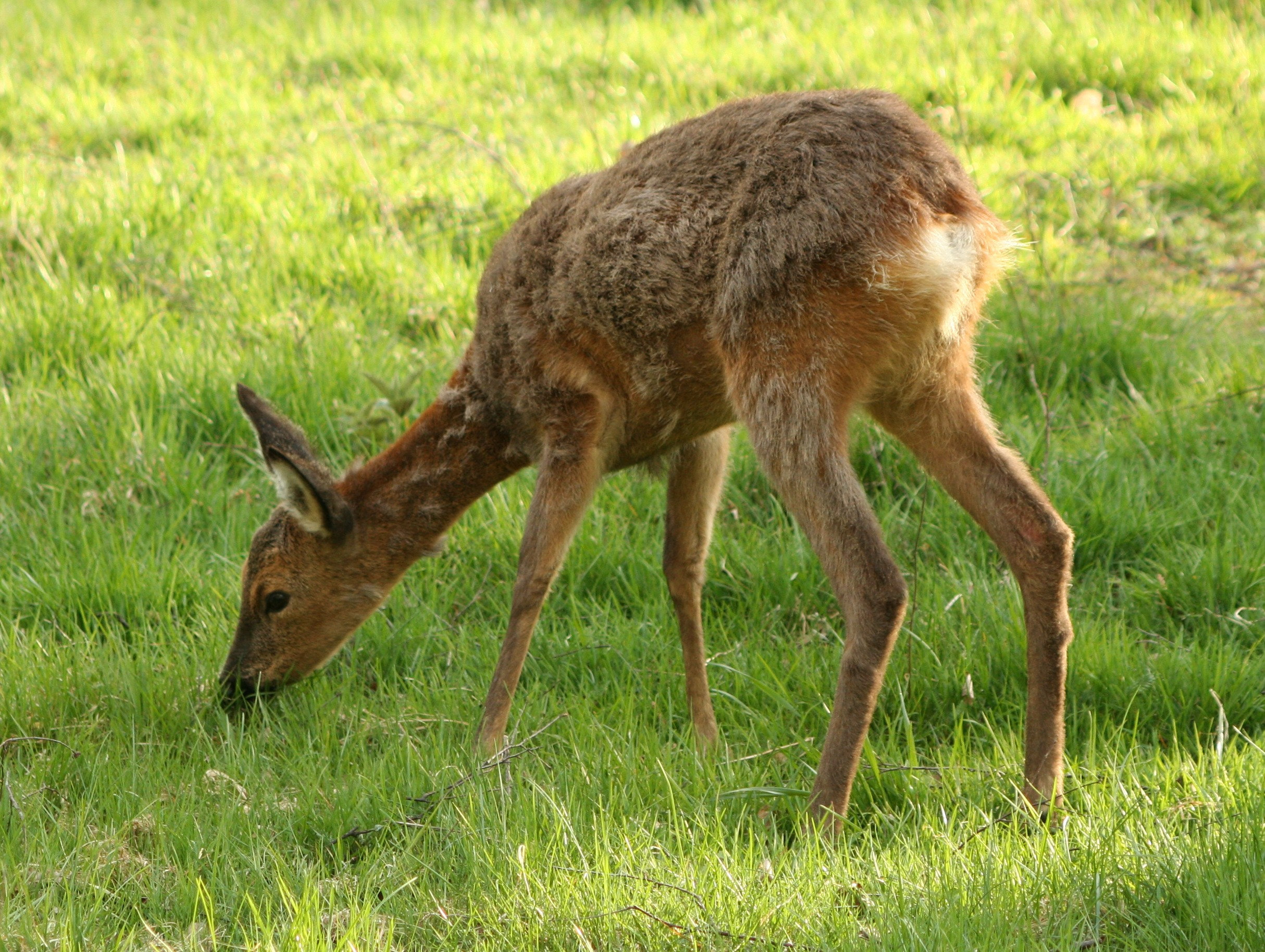
Jong Europees ree (vrouw, reegeit, smalree), een jaar oud
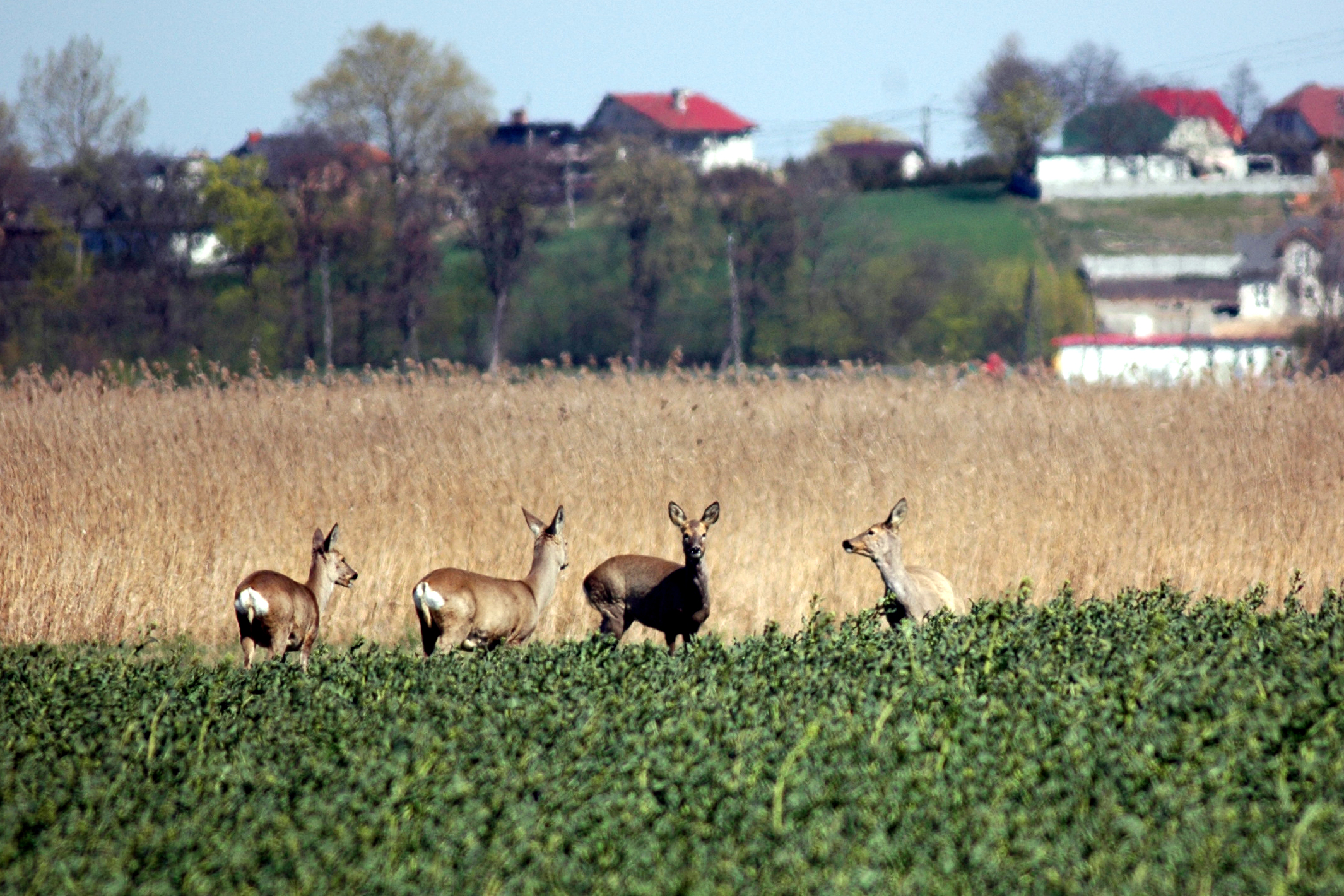
Groep reeën in de winter (sprong)
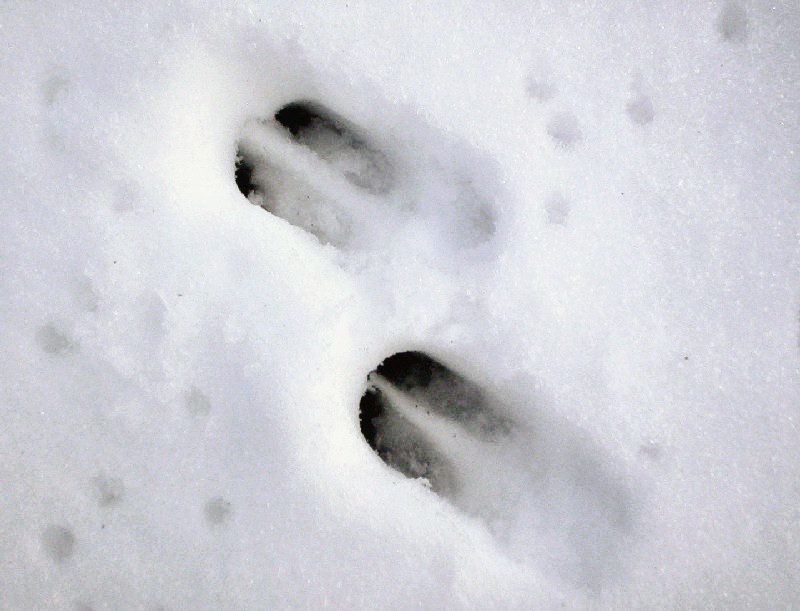
Sporen van een ree in de sneeuw
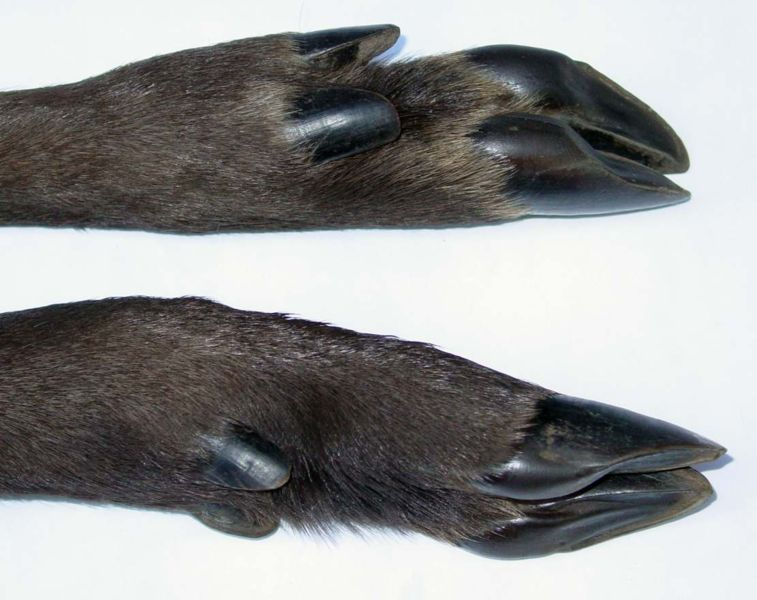
De hoeven van een ree
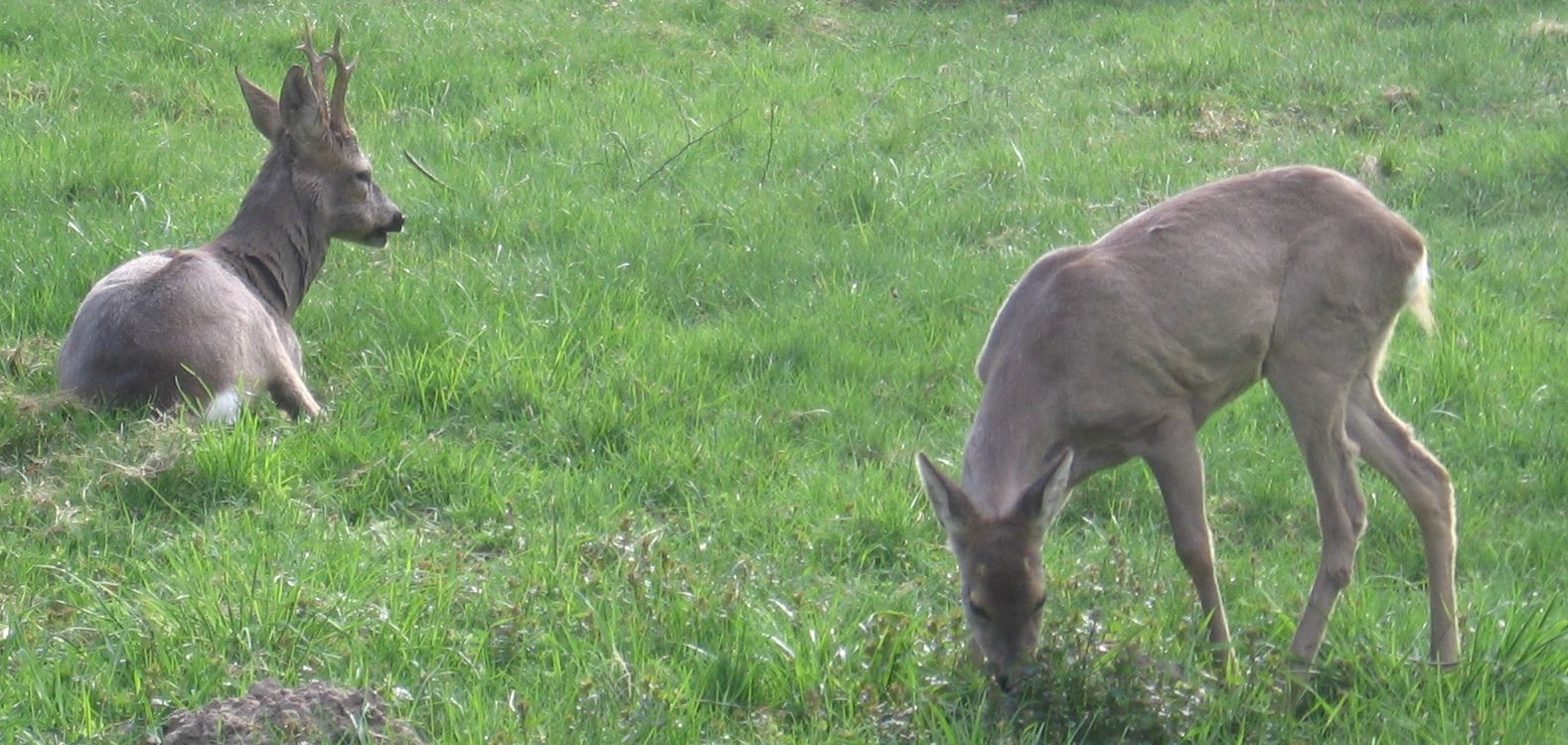
De reebok links heeft een gewei met zes enden (zesender)
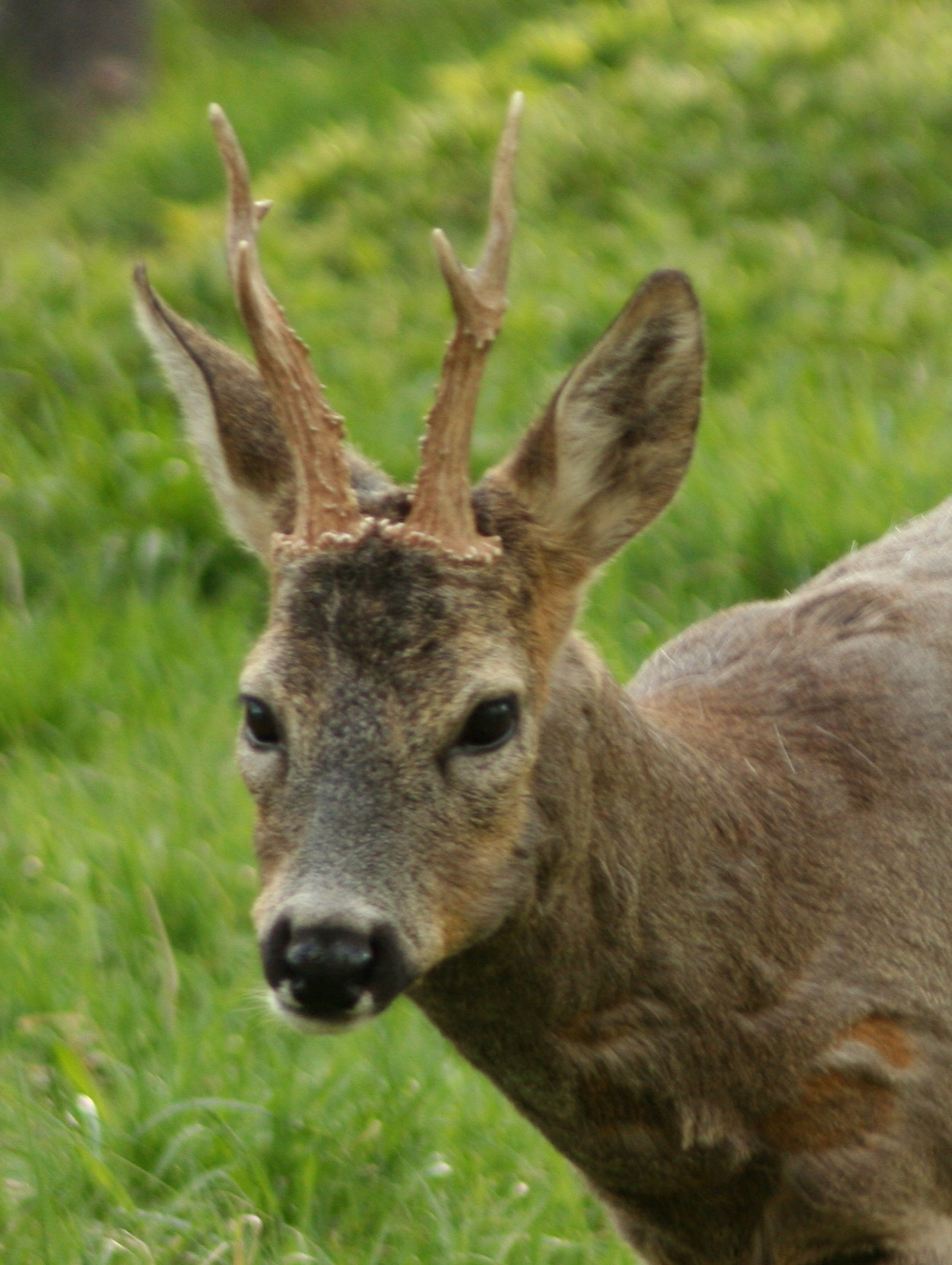
Reebok (zesender)